# Алтайско-Саянская горная страна
Алтайско-Саянская горная страна (Саяно-Алтай) — горная страна в центре Азии, занимающая западную часть Южно-Сибирских гор. Включает в себя горные системы и котловины — Алтай, Салаирский кряж, Кузнецкий Алатау, Западный и Восточный Саяны, Восточно-Тувинское нагорье, Кузнецкая, Минусинская, Тувинская и другие котловины. Протяжённость Саяно-Алтая с запада на восток — 1600 км, с севера на юг — 1300 км.

## Рельеф, геологическое строение и история
Алтае-Саянская горная страна — самое высокое поднятие среди горных стран Северной Азии. Высшие точки его — двуглавая Белуха (4509 и 4400 м) в Катунском хребте и горный узел Таван-Богдо-Ула (пять гор с 3 крупнейшими вершинами в 4374, 4360 и 3981 м). Еще в 7 хребтах и горных массивах вершины превышают 4000 м (Мунх-Хайрхан, Цаст-Ула, Северо-Чуйский хребет, Хархира, Хангай, Сутай-Хайрхан, Тургэн-Ула), а в 10 достигают 3700—3900 м. В восточном и северо-восточном направлении от Алтая высота хребтов понижается. Абсолютные высоты хребтов в Саянах в основном 1800—2300 м, но могут достигать 3491 м (г. Мунку-Сардык). На стыке Западного и Восточного Саян образовался горный узел с вершиной — пиком Грандиозным (2922 м). Наименьшими высотами характеризуется Кузнецкий Алатау — 400—800 м (максимальная высота 2178 — гора Верхний Зуб), а также Салаирский кряж — 400—600 м, расположенные меридионально в направлении с юга на север. Межгорные котловины Минусинская, Кузнецкая, Каннская и др. расположены на высотах от 150 до 300 м над уровнем моря. По направлению к югу высота их увеличивается, так, Чуйская котловина располагается на высоте 1750—1900 м над уровнем моря.
Алтайско-Саянская горная страна обрамляет с юго-запада Сибирскую платформу. Горообразование происходило в различные эры и периоды. Наиболее древние горообразовательные движения происходили в конце рифея — начале кембрия. В результате их был создан на востоке Саян байкальский складчатый пояс. К нему причленились в середине кембрия – начале девона структуры каледонской складчатости: они сформировали Саяны и значительную часть Алтая. Последняя складчатость (с конца девона) – герцинская проявилась на западе страны.
В конце каледонского горообразования на разновозрастном складчатом основании заложились крупные межгорные впадины и прогибы (Чулымо-Енисейская, Минусинская, Тувинская). Впадины продолжали формироваться в герцинскую складчатость, например Кузнецкий прогиб, расположенный между Салаиром и Кузнецким Алатау. Складчатые комплексы пронизаны палеозойскими гранитоидами.
В кайнозое разрушенные в мезозое Алтайско-Саянские сооружения испытали новые тектонические движения, выразившиеся в плавном сводовом поднятии, образовании разломов и возникновении вулканов (например, Окинская группа). По разломам произошли глыбовые вертикальные и горизонтальные смещения: одни участки поднялись на 1000-3000 м, а другие опустились или отстали в поднятии, создав межгорные котловины и долины.
В результате неотектонических движений на складчатых палеозойских поясах сформировались возрожденные складчато-глыбовые горы, нагорья и межгорные котловины.
Древние оледенения испытали почти все горы: в рельефе сохранились созданные ими формы: кары, троги, острые гребни и карлинги, моренные гряды, холмисто-моренные и зандровые равнины. При более сухом климате происходило в предгорьях образование лёссовых отложений на водоразделах и в долинах (например, в междуречье Бии и Катуни).

## Климат
Климат Алтайско-Саянской горной страны резко континентальный. Он характеризуется очень холодной зимой и прохладным летом. На его формирование существенное влияние оказывают западные воздушные массы, с которыми связано выпадение основного количества осадков, а также континентальный воздух умеренных широт в предгорьях Алтая и Саян.
Резкие климатические контрасты (неравномерное выпадение осадков на территории, вертикальная климатическая поясность, инверсии температуры, развитие горно-долинных ветров — фенов) орографические условия. Сильнее влияние западной циркуляции проявляется на наветренных склонах и хребтах (выше 2000 м). Заметные различия в климате можно наблюдать в отдельных частях страны. Расположенные в западной части горной страны Алтай и Кузнецкий Алатау в большей степени, чем расположенные восточнее Саяны и Тувинское нагорье, испытывают влияние западных воздушных масс и дальше расположены от центра Азиатского антициклона. Поэтому климат Алтая и Кузнецкого Алатау менее континентален (меньше амплитуда годовых температур и больше осадков). Наибольшей континентальностью отличается климат замкнутых котловинах, особенно Тувинской.
Зимний режим погоды определяет Азиатский максимум. Среднеянварские температуры достигают больших пределов: от —16...—18 °С в предгорьях Алтая — до —34 °С в Тувинской котловине. Зимой дуют слабые юго-западные ветры; иногда они переваливают через хребты и способствуют повышению температуры на северных склонах. На склонах гор зимняя температура несколько выше, что связано с температурными инверсиями. Наибольшее количество снега скапливается на наветренных склонах Алтая и Саян (до 150—200 см).
Годовое количество осадков в наиболее высоких хребтах достигает 1200—1500 мм, на западе Катунского хребта — до 2500 мм. В котловинах — около 200—300 мм, а минимум — 100—200 мм (в Чуйской и Хемчинской).
Лето прохладное: средняя температура июля в горах около +10—14,8 °С и более, в предгорьях +16— 18°С, в межгорных котловинах +19—20 °С. Климатические условия и древнеледниковый рельеф высокогорья способствуют развитию современного оледенения. Наибольшее количество ледников сосредоточено на Алтае — там известно 1300 ледников общей площадью 900 км2. В Саянах оледенение имеют только наиболее высокие массивы Восточного Саяна и Восточно-Саянского нагорья. Высота снеговой границы на западе области достигает 2300 м, а к востоку она поднимается на Алтае до 3500 м в хребте Чихачева и в Саянах до 2940 м на горе Мунку-Сардык.

## Гидрография
Алтае-Саянская горная страна — важнейший водораздельный узел. Здесь расположена основная часть верхнего (горного) водосбора Оби, Иртыша, Енисея и водосборные бассейны, питающие целый ряд разновеликих бессточных котловин Казахстана, Джунгарии и Монголии. Все реки имеют горный характер. В связи с разнообразием условий формирования стока поверхностный сток в разных частях страны различен. Наибольший сток характерен для хребтов Центрального Алтая и Кузнецкого Алатау. Источниками питания рек являются талые снеговые воды, летне-осенние дожди, а в ледниковых районах существенную роль играет ледниковое питание. Сток большинства рек за теплый период составляет до 80—90% годового.
На Алтае много озер, большинство которых располагается в древних ледниковых карах. Крупнейшее озеро Алтая — Телецкое — имеет тектоническое происхождение. Крупные озёра расположены в тектонической котловине больших озёр.